# Timothy Dolan
Timothy Michael Dolan, né le 6 février 1950 à Saint-Louis dans le Missouri aux États-Unis, est un cardinal  américain, archevêque de New York depuis 2009.

## Biographie

### Prêtre
Il commence sa formation au séminaire de Saint-Louis, avant de partir pour Rome où il étudie au Collège pontifical nord-américain (Pontifical North American College) et à l'Angelicum où il obtient une licence de théologie. 
Il est ordonné prêtre le 19 juin 1976 pour le diocèse de Saint-Louis par Edward O'Meara (en) alors évêque auxiliaire du diocèse.
Après quelques années de ministère en paroisse, il prépare une thèse à l'université catholique d'Amérique. De retour dans le Missouri en 1983, il travaille notamment à la réforme du séminaire diocésain. En 1987, il devient secrétaire de la nonciature apostolique aux États-Unis, poste où il assure le lien entre les diocèses américains et la nonciature.
En 1992, il rejoint le séminaire Kenrick-Glennon de Saint-Louis dont il est nommé vice-recteur et où il enseigne l'histoire de l'Église.
En 1994, il devient recteur du Collège pontifical nord-américain à Rome, poste qu'il occupe jusqu'en 2001.

### Évêque
Le 19 juin 2001, Jean-Paul II le nomme évêque titulaire (ou in partibus) de Natchesium (de) et évêque auxiliaire de Saint-Louis. Il est consacré le 15 août suivant par Justin Rigali, alors archevêque de Saint-Louis. Il choisit alors comme devise épiscopale « Ad Quem Ibimus » (« Vers qui irions nous ? ») (Jn, 6, 68).
Un an plus tard, le 25 juin 2002 il est nommé archevêque de Milwaukee dans le Wisconsin.
Le 23 février 2009, le pape Benoît XVI le nomme archevêque de New York où il succède au cardinal Edward Michael Egan qui avait dépassé la limite d'âge de soixante-quinze ans imposée par le droit canon.
Toujours en 2009, il fait partie des visiteurs apostoliques envoyés par le pape pour évaluer la situation de l'Église d'Irlande confrontée aux scandales d'abus sexuels sur mineurs.
En novembre 2010, il est élu président de la Conférence des évêques catholiques des États-Unis (USCCB), charge qu'il exerce pour un mandat de trois ans avant de passer la main à Joseph Kurtz.

### Cardinal
Il a été créé cardinal par Benoît XVI au consistoire du 18 février 2012 avec le titre de cardinal-prêtre de Nostra Signora di Guadalupe a Monte Mario. Il participe au conclave de 2013 qui élit le pape François.
Il est nommé membre de la congrégation pour l'évangélisation des peuples le 13 septembre 2014.
Le 9 septembre 2014 il est nommé par François « père synodal » pour la troisième assemblée générale extraordinaire du synode des évêques sur la famille se déroulant du 5 au 19 octobre 2014, en qualité de membre du conseil ordinaire du Synode des évêques.
Il s'occupe au sein de la Conférence des évêques catholiques des États-Unis de la Commission des activités pro-vie.
Le 20 janvier 2025, lors de la cérémonie d’investiture de Donald Trump et JD Vance, il délivre avec le révérend Franklin Graham la prière d’invocation au sein du Capitole, lui au nom des catholiques, et Franklin Graham au nom des protestants.
Il participe au conclave de 2025 qui élit son compatriote Léon XIV. Quelques jours auparavant, le président américain Donald Trump, avec qui il est ami, affirme qu'il serait un « très bon » candidat, bien qu'il ne soit pas considéré par les médias comme papabile.

## Prise de position

### La liberté religieuse
À la suite de la décision de l'administration du président américain Barack Obama qui veut une assurance maladie obligatoire pour tous , le cardinal, en tant que président de la Conférence américaine des évêques, a réagi vivement dans le Wall Street Journal du 25 janvier 2012 face à cette mesure car celle-ci obligerait tous les employeurs et donc les institutions religieuses à couvrir la contraception, les produits abortifs et la stérilisation.
Le 29 septembre 2011, l'archevêque de New York, le cardinal Dolan, alors président de la Conférence des évêques catholiques des États-Unis (USCCB), nomme William Lori président d'une nouvelle commission ad hoc pour la liberté religieuse. Il constate en effet l'érosion grandissante de la liberté religieuse aux États-Unis et les menaces sur le catholicisme dans ce pays. En juin 2017, les évêques américains votent pour établir une commission permanente de défense de la liberté religieuse aux États-Unis. Le bureau de la liberté religieuse est dirigé par Joseph Edward Kurtz (en), qui a été président de l'USCCB de 2013 à 2016.  
Une semaine de la liberté religieuse aux États-Unis se tient chaque année en été, coïncidant avec la fête nationale de l'Indépendance le 4 juillet et avec la fête de saint Thomas More et saint Jean Fisher, le  22 juin.

## Source
- (en) Cet article est partiellement ou en totalité issu de l’article de Wikipédia en anglais intitulé « Timothy M. Dolan » (voir la liste des auteurs).